# Francesca Maria di Borbone-Francia
Francesca Maria di Borbone-Francia (Maintenon, 4 maggio 1677 – Parigi, 1º febbraio 1749) fu una figlia illegittima di re Luigi XIV di Francia e della sua amante, Madame di Montespan. È a volte conosciuta con il nome di Francesca Maria de Blois. Lei e la figlia Carlotta Aglae di Borbone-Orléans furono patrone del pittore Pierre Gobert.
Poiché suo marito assunse, tra il 1715 e il 1723, la carica di reggente del regno per conto del piccolo Luigi XV, la duchessa fu de facto la donna di più alto rango in Francia.

## Biografia

### Infanzia

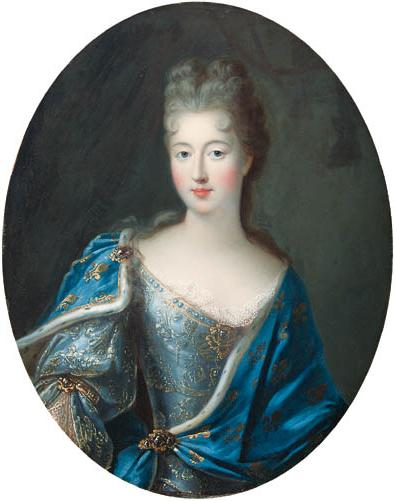
Francesca Maria ritratta in giovane età da Pierre Gobert.

Francesca Maria nacque il 4 maggio 1677 nel castello di Maintenon, dal 1674 di proprietà di Françoise d'Aubigné, madame de Maintenon, la governante dei figli illegittimi del Re Sole e Françoise-Athénaïs di Montespan.
A differenza dei suoi fratelli e sorelle maggiori, ella non venne allevata dalla Maintenon in Rue de Vaugirard a Parigi; venne invece cresciuta, assieme al fratello minore Luigi Alessandro, dalle signore de Monchevreuil, de Colbert e de Jussac. Occasionalmente veniva portata a Versailles a visitare i genitori.

Luigi XIV di Francia, padre di Francesca Maria.

Come la sorella maggiore Luisa Francesca di Borbone, mademoiselle de Nantes, Francesca Maria ereditò la bellezza materna; madame de Caylus disse che ella era naturalmente timida e gloriosa ed era una piccola bellezza con un bel viso e belle mani, completamente proporzionata. Dalla madre ereditò inoltre lo spirito e l'intelligenza dei Mortemart; ella era inoltre molto fiera dei suoi antenati e del sangue reale della Casa di Borbone che le scorreva nelle vene per parte paterna.

### Mademoiselle de Blois
Nel 1681, all'età di quattro anni, Francesca Maria venne legittimata da Luigi XIV e le venne concesso il titolo di cortesia di Mademoiselle de Blois; il titolo in precedenza era stato detenuto dalla sorellastra Maria Anna di Borbone-Francia, un'altra delle figlie legittimate del Re, la cui madre era Louise de La Vallière. Il nome della madre di Francesca Maria non era menzionato nell'atto di legittimazione in quanto Madame de Montespan era legalmente sposata con il Marchese di Montespan, il quale avrebbe quindi potuto reclamare la paternità dei figli che la moglie aveva dato a Luigi XIV. All'epoca in cui nacque, la relazione dei suoi genitori stava per concludersi, a causa del possibile coinvolgimento della madre nell'Affare dei veleni.
Il fratello minore di Francesca Maria, Luigi Alessandro, venne legittimato nello stesso momento e gli venne assegnato il titolo di Conte di Tolosa; con esso Francesca Maria ebbe un rapporto molto intenso per tutto il resto della sua vita, così come pure con il fratello maggiore, Luigi Augusto di Borbone-Francia. Non venne mai fatta crescere, invece, con la sorella Mademoiselle de Nantes o con il fratellastro Luigi, delfino di Francia.
Benché la fiducia del Re nell'amante diminuì dopo l'Affare dei Veleni, Luigi XIV continuò a coprirla di doni e assicurò alla figlia minore Francesca Maria un matrimonio profittevole e vantaggioso.

### Matrimonio

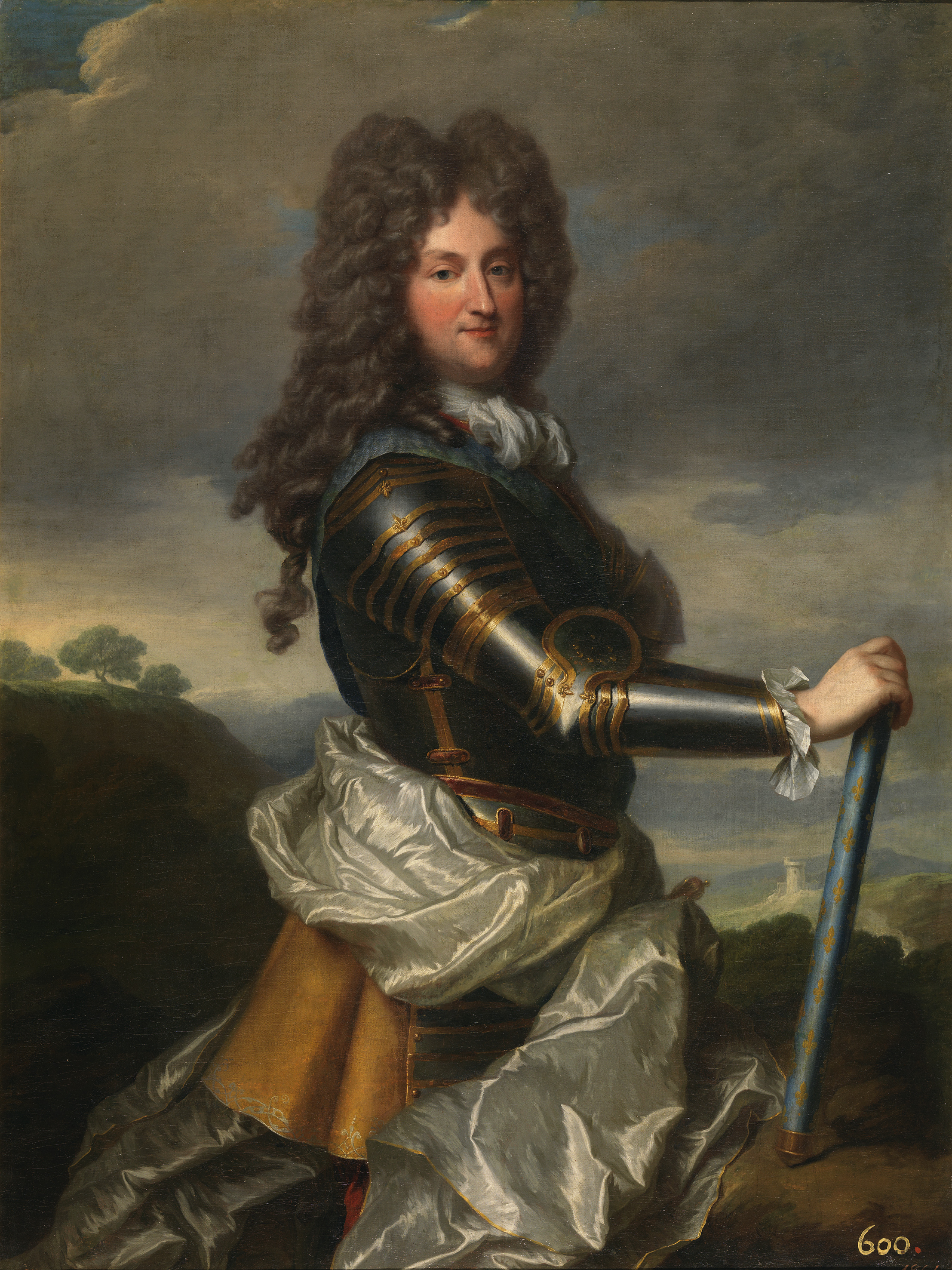
Filippo II di d'Orléans, cugino e marito di Francesca Maria.

Lo sposo selezionato da Luigi XIV per la figlia era Filippo II d'Orléans, duca di Chartres, unico figlio di Filippo I di Borbone-Orléans, duca d'Orléans; Francesca Maria e Filippo erano primi cugini, visto che i loro padri erano fratelli.
La scelta del Re fu uno shock per la madre di Filippo II, Elisabetta Carlotta del Palatinato, i cui pregiudizi nei confronti dei bastardi del cognato erano molto noti. Quando seppe che il figlio aveva accettato i piani matrimoniali che gli erano stati prospettati, ella lo schiaffeggiò di fronte alla corte francese, dopodiché voltò la schiena al Re che si era chinato per salutarla. In occasione del matrimonio dei loro figli, Luigi XIV donò al fratello Filippo e alla cognata Elisabetta Carlotta il Palais-Royal (in precedenza conosciuto come Palais Cardinal, che il cardinale Richelieu aveva lasciato alla Corona alla sua morte nel 1642), dove gli Orléans risiedevano, ma che non possedevano. Luigi XIV promise inoltre di concedere un'importante carica militare per il Duca di Chartres e diede 100 000 livre al cavaliere di Lorena, favorito del Duca di Orléans.
Quando le venne annunciata l'identità del suo futuro sposo, Francesca Maria affermò:
Francesca Maria sposò Filippo Carlo d'Orléans il 18 febbraio 1692 nella cappella della Reggia di Versailles; la cerimonia venne officiata dal carndinale di Bouillon, un membro della Casa di La Tour d'Auvergne. Nel 1685 lo stesso cardinale aveva rifiutato di prendere parte al matrimonio tra il Duca di Borbone e la sorella di Francesca Maria, Mademoiselle de Nantes, e, di conseguenza, era stato esiliato, ma venne richiamato in occasione del matrimonio del Duca di Chartres. Dopo la cerimonia venne offerto un banchetto nella Galleria degli Specchi, cui parteciparono tutti i principi e le principesse del sangue. Tra gli ospiti vi erano il re esiliato Giacomo II d'Inghilterra e sua moglie; la Regina inglese in esilio ebbe l'onore di donare alla nuova Duchessa di Chartres la sua biancheria da letto. Madame de Montespan, madre della sposa, non venne nemmeno invitata al matrimonio.
L'unione non fu felice; non molto tempo dopo essersi sposati, Filippo ridicolizzò pubblicamente il cattivo carattere della moglie soprannominandola Madame Lucifer.
Dal padre, Francesca Maria ricevette una dote di oltre due milioni di livre, il doppio di quanto non avesse ricevuto la sorella maggiore Luisa Francesca, il che contribuì a creare delle tensioni tra le due sorelle.
Dal momento che il marito era un nipote legittimo di re Luigi XIII di Francia, Francesca Maria assunse così il rango di petite-fille de France (nipote di Francia), e ottenne il trattamento di Altezza Reale. Inoltre la nuova coppia viaggiò ed alloggiò assieme al Re, pranzò con lui e vennero intitolati a sedersi in poltrona in sua presenza. In quanto nuova Duchessa di Chartres, Francesca Maria si trovò ad essere in ordine di precedenza seguente solamente a quello della Duchessa di Borgogna e della suocera, la Duchessa di Orléans.
Tra tutti i fratelli e sorelle, Francesca Maria fu quella che fece il matrimonio più prestigioso, eccezion fatta per quello del fratellastro, il Delfino di Francia, il quale sposò la cugina, duchessa Maria Anna di Baviera nel 1680.
Un commento sulla Duchessa venne scritto dall'amico del marito, il Duca di Saint-Simon, attorno al 1710:
La suocera scrisse di Francesca Maria nei suoi diari:

#### Figli
L'unione, benché mal assortita, portò alla nascita di otto figli, molti dei quali in seguito si sposarono con esponenti di altre famiglie reali europee durante il periodo della reggenza di Filippo II sul giovane re Luigi XV di Francia. Tutti i figli godevano del trattamento di Altezza Serenissima, essendo figli di un legittimo nipote di Francia.
| Nome                                                               | Ritratto | Date di nascita e morte            | Note |  |
| ------------------------------------------------------------------ | -------- | ---------------------------------- | --- |  |
| Maria Isabella di Borbone-Orléans Mademoiselle de Valois           |          | 17 dicembre 1693 - 17 ottobre 1694 | Nata nel Château de Marly e morta al Palais-Royal, conosciuta come Mademoiselle de Valois |  |
| Maria Luisa Elisabetta di Borbone-Orléans Duchessa di Berry        |          | 20 agosto 1695 - 21 luglio 1719    | Nata nella Reggia di Versailles; sposò Carlo di Borbone-Francia, duca di Berry ed ebbe discendenza; morì nel Palazzo del Lussemburgo a Parigi. Prima del matrimonio era conosciuta come Mademoiselle d'Orléans                                                                                               |  |
| Luisa Adelaide di Borbone-Orléans Badessa di Chelles               |          | 13 agosto 1698 - 10 febbraio 1743  | Nata nella Reggia di Versailles; non si sposò e si fece suora, divenendo badessa di Chelles; conosciuta come Mademoiselle de Chartres, in seguito venne chiamata Madame d'Orléans |  |
| Carlotta Aglaia di Borbone-Orléans Duchessa di Modena e Reggio     |          | 20 ottobre 1700 - 19 gennaio 1761  | Nata nel Palais-Royal; sposò Francesco III d'Este ed ebbe discendenza; morì nel Palazzo del Lussemburgo; era conosciuta come Mademoiselle de Blois e Mademoiselle de Valois prima del matrimonio |  |
| Luigi di Borbone-Orléans Duca d'Orléans                            |          | 4 agosto 1703 - 4 febbraio 1752    | Nato a Versailles; sposò la margravia Augusta di Baden-Baden ed ebbe discendenza; morì nell'Abbazia di Santa Genoveffa a Parigi; fu Duca di Chartres fino alla successione nel Ducato d'Orléans nel 1723 |  |
| Luisa Elisabetta di Borbone-Orléans Regina di Spagna               |          | 11 dicembre 1709 - 16 giugno 1742  | Nata a Versailles; sposò Luigi di Spagna, ma non ebbe discendenza; morì nel Palazzo del Lussemburgo a Parigi; prima del matrimonio era conosciuta come Mademoiselle de Montpensier |  |
| Filippina Elisabetta di Borbone-Orléans Mademoiselle de Beaujolais |          | 18 dicembre 1714 - 21 maggio 1734  | Nata a Versailles; non si sposò, ma fu fidanzata al futuro re Carlo III di Spagna; morì nella casa preferita della madre, Château de Bagnolet, all'età di vent'anni; era conosciuta come Mademoiselle de Beaujolais                                                                                          |  |
| Luisa Diana di Borbone-Orléans Principessa di Conti                |          | 27 giugno 1716 – 26 settembre 1736 | Nata al Palais-Royal; sposò Luigi Francesco, principe di Conti, nipote di sua zia materna, Luisa Francesca di Borbone-Francia; fu la madre di Luigi Francesco Giuseppe di Borbone-Conti, ultimo Principe di Conti; Morì al Château d'Issy; prima del matrimonio era conosciuta come Mademoiselle de Chartres |  |

### Duchessa d'Orléans

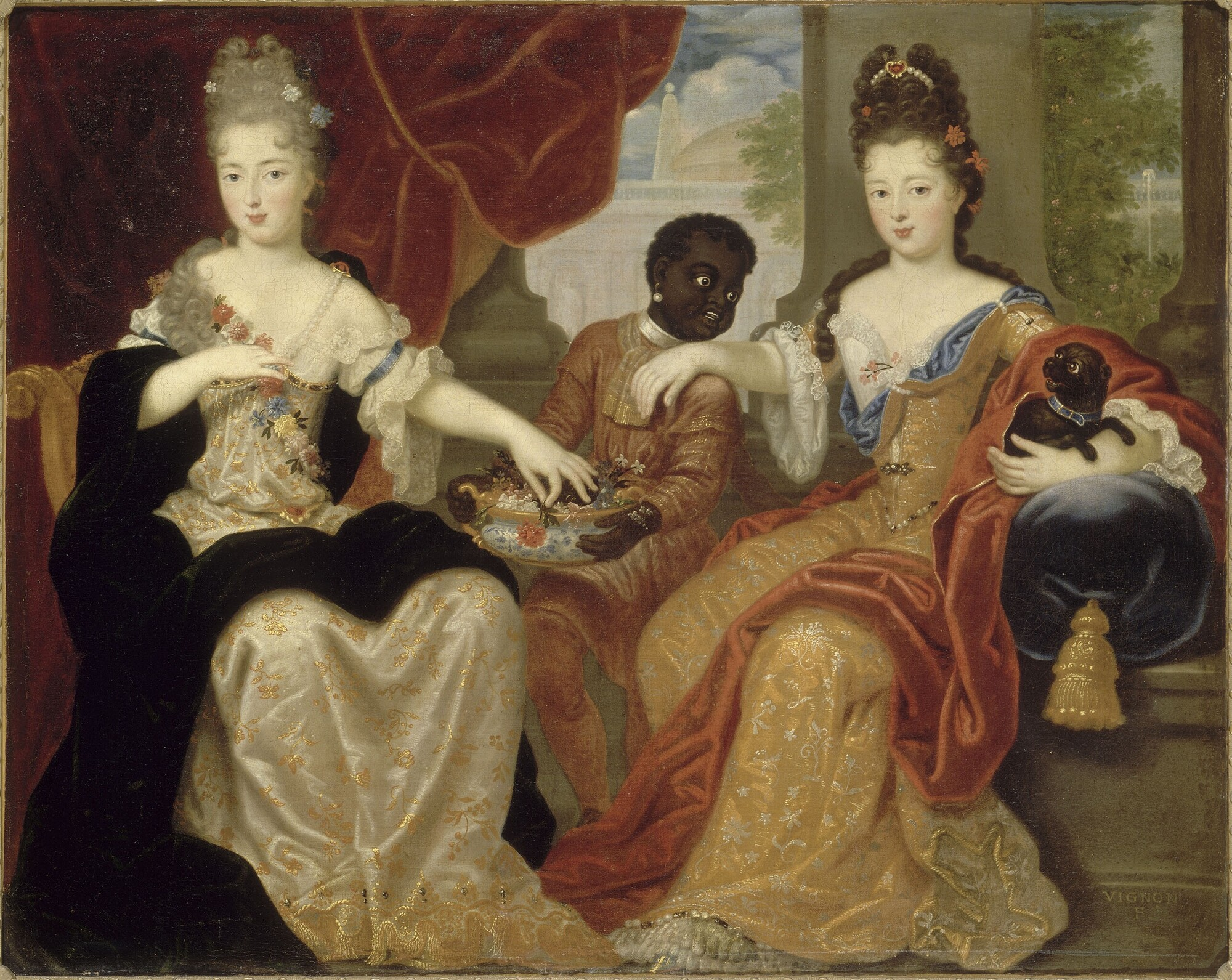
Francesca Maria (a destra) con la sorella Luisa Francesca, mademoiselle de Nantes, duchessa di Borbone (a sinistra) in un ritratto di Philippe Vegnon (1638-1701).

Nel 1701, alla morte del padre, suo marito divenne il capo della Casa d'Orléans, ereditando così i titoli e le tenute paterne, e così Francesca Maria, neo Duchessa d'Orléans, ebbe la precedenza sulla suocera divenendo così la seconda gentildonna del regno per rango, dopo la Delfina, Duchessa di Borgogna.
Il Duca e la Duchessa d'Orléans condussero uno stile di vita fastoso nel Palais-Royal di Parigi e nel Castello di Saint-Cloud, circa dieci chilometri a Ovest di Parigi.
Mentre il marito conduceva la vita di un libertino, Francesca Maria fu tranquilla e non diede alcuno scandalo, a differenza dei suoi fratelli e sorelle, la Principessa di Conti, la Duchessa di Borbone e il Duca del Maine. Benché spiritosa ed affascinante ella preferiva restare a casa assieme all'amica e cugina, Adelaide Damas de Thianges moglie di Ludovico Sforza, duca di Onano e conte di Santa Fiora. Il loro circolo di amicizie intime includeva altre cugine di Francesca Maria: la sua dama di compagnia era infatti la Contessa di Castries, figlia dello zio Duca di Vivonne; suo cavaliere era il Conte di Castries.
Due giorni dopo il suo compleanno del 1707, Francesca Maria perse la madre, la quale, sin dal momento in cui lasciò la corte del Re Sole nel 1691, era vissuta in condizioni di severa penitenza. Luigi XIV proibì ai figli legittimi della donna e del Marchese di Montespan di indossare gli abiti da lutto; in segno di rispetto per la morte della loro amata madre, Francesca Maria, Luisa Francesca e Luigi Alessandro rifiutarono di partecipare a qualunque evento di corte. In ogni caso, il loro fratello maggiore, Luigi Augusto, duca del Maine, era a stento capace di nascondere la propria gioia per la morte della madre: egli era infatti l'unico figlio ad ereditare la sua immensa fortuna, così come pure il castello di Clagny, luogo natale del fratello minore, il Conte di Tolosa.
Con la morte di Enrico III Giulio, principe di Condé nel 1709, il rango di Primo Principe del Sangue venne trasferito dalla Casa borbonica di Condé a quella di Orléans; come risultato Filippo II d'Orléans ottenne il titolo di Monsieur le Prince e Francesca Maria quello di Madame la Princesse. Questo aggravò la rivalità esistente tra Francesca Maria e la sorella maggiore Luisa Francesca, divenuta Principessa di Condé, che da quel momento fino alla sua morte nel 1743 avrebbe utilizzato l'appellativo di Madame la Duchesse.
In costante competizione con la sorella maggiore in fatto di ricchezza e status sociale, Francesca Maria voleva per i propri figli dei matrimoni migliori rispetto a quelli dei suoi nipoti Condé. Nel 1710 il più giovane dei nipoti legittimi di Luigi XIV, Carlo, duca di Berry, era ancora scapolo e fu avanzata l'ipotesi che potesse sposare Luisa Elisabetta di Borbone-Condé; Francesca Maria si diede quindi da fare per evitare questo accadimento e cercò quindi di stabilire una relazione più profonda con il Trono. Il 6 luglio 1710 riuscì nel suo intento e assicurò il Duca di Berry per la propria figlia maggiore, Maria Luisa Elisabetta, con grande rammarico della Principessa di Condé; questo matrimonio combinato causò delle ulteriori frizioni tra le due sorelle, in quanto elevò la figlia di Francesca Maria al rango di petit-fille de France, rango che nessuno dei Condé avrebbe mai acquisito.
Nel 1715 morì re Luigi XIV e il suo bisnipote di cinque anni, il Duca d'Angiò, divenne il nuovo re di Francia con il nome di Luigi XV. In quel periodo si creò quindi una forte tensione tra il fratello maggiore di Francesca Maria, il Duca del Maine, e suo marito, il Duca d'Orléans, riguardo a chi dovesse assumere la reggenza durante la minore età del nuovo Re. Il Parlamento di Parigi si espresse in favore di Filippo II d'Orléans e lo nominò reggente; ne derivò che, in quanto moglie del governante de facto della Francia, Francesca Maria divenne la donna più importante del regno.
Durante il periodo della reggenza ella regnò incontrastata a corte ed il marito fu in grado di alzarle l'appannaggio a 400 000 livre annui. Nel 1719 fu quindi in grado di acquistare il castello di Bagnolet, vicino a Parigi, che alla sua morte passò al figlio Luigi.

### Vita familiare
Le molte figlie di Francesca Maria erano note per il loro carattere ribelle: dopo che ebbero scoperto la liaison della figlia preferita, Carlotta Aglae, mademoiselle de Valois con il libertino duca Louis François Armand de Richelieu, iniziata nel 1717, Francesca Maria ed il marito Filippo si adoperarono per cercare un marito adatto a lei. La scelta ricadde quindi su Francesco III d'Este, duca di Modena e Reggio.
Nel 1721 vennero presi accordi con la Casa reale di Spagna per combinare il matrimonio di due delle figlie: Luisa Elisabetta, mademoiselle de Montpersier, e di Filippa Elisabetta, mademoiselle de Beaujolais. Luisa Elisabetta venne quindi data in sposa all'infante Luigi Filippo di Spagna, l'erede al trono, mentre Filippa Elisabetta avrebbe dovuto sposare il fratellastro più giovane di Luigi Filippo, l'infante Carlo di Spagna. Entrambi i matrimoni ebbero luogo, ma il secondo venne annullato, cosicché essa fece ritorno in Spagna dove morì al castello di Bagnolet nel 1734.
Dopo la morte del marito nel dicembre 1723, Francesca Maria si ritirò a Sain-Cloud; nel 1724, suo figlio, il nuovo Duca d'Orléans, Luigi il Pio, sposò la margravia Augusta Maria Giovanna di Baden-Baden, figlia di uno dei principali nemici del padre, Luigi Guglielmo, margravio di Baden-Baden. Le alternative che erano state vagliate per Luigi comprendevano molte principesse europee: la prima cugina Elisabetta Alessandrina di Borbone-Condé, la granduchessa Anna Petrovna di Russia o sua sorella Elizaveta Petrovna (in seguito divenuta essa stessa imperatrice), figlie dello zar Pietro il Grande. L'idea di un'unione con una delle due Granduchesse dovette però essere abbandonata a causa di diversità di trattamento nobiliare: Luigi, non essendo né un Figlio né un Nipote di Francia, godeva del semplice trattamento di Altezza Serenissima, mentre una Granduchessa di Russia aveva il titolo di Altezza Imperiale.
Nel 1725 Francesca Maria partecipò al matrimonio del cugino, il giovane re Luigi XV, con la principessa polacca Maria Leszczyńska. Come Duchessa Madre d'Orléans ella conservò comunque la posizione di una delle più importanti dame a corte. In ogni caso, nel corso del tempo la sua posizione si abbassò notevolmente come conseguenza della nascita di numerose figlie alla coppia reale.
In seguito la seconda delle otto figlie femmine del Re, madame Enrichetta Anna, si innamorò del nipote di Francesca Maria, Luigi Filippo I d'Orléans; Luigi XV non era però intenzionato ad acconsentire al matrimonio in quanto era restio a permettere che la Casa d'Orléans si avvicinasse troppo al trono di Francia. Spettò quindi a Francesca Maria il compito di aiutare il figlio nella ricerca di una sposa adatta per il nipote: su indicazione del figlio, Francesca Maria intavolò delle trattative con Luisa Elisabetta di Borbone-Condé (figlia di sua sorella) affinché la di lei figlia, la bellissima Luisa Enrichetta di Borbone-Conti, sposasse Luigi Filippo. Il matrimonio portò quindi all'unione di un nipote di Francesca Maria con un nipote della sua sorella e nemica, la Principessa di Condé.
Francesca Maria visse abbastanza a lungo per vedere, nel 1747, la nascita del loro figlio, Luigi Filippo II d'Orléans, che durante la rivoluzione francese, venne conosciuto come Philippe Égalité.
La prossima delle figlie a sposarsi fu la più giovane: Luisa Diana, la preferita della nonna Elisabetta Carlotta del Palatinato, venne fidanzata al giovane Luigi Francesco I, principe di Conti, che sposò a Versailles. Luisa morì però di parto nel castello d'Issy. Il suo unico figlio sopravvissuto fu Luigi Francesco Giuseppe di Borbone-Conti, ultimo Principe di Conti, che in seguito sposò la cugina, principessa Maria Fortunata d'Este, figlia di Carlotta Aglae di Borbone-Orléans, e quindi nipote di Francesca Maria. Luigi Francesco Giuseppe in seguito avrebbe avuto un ruolo di primo piano nella rivoluzione e avrebbe servito nella battaglia di Hastenbeck il 26 luglio 1757 e nella battaglia di Krefeld il 23 giugno 1758.

Carlotta Aglae era comunque la più "difficile" tra le figlie di Francesca Maria: più volte fece ritorno in Francia da Modena in una sorta di esilio auto-imposto, ignorata dalla madre e dal fratello Luigi. Fece infine ritorno a Modena nel 1737 quando divenne la duchessa sovrana consorte.

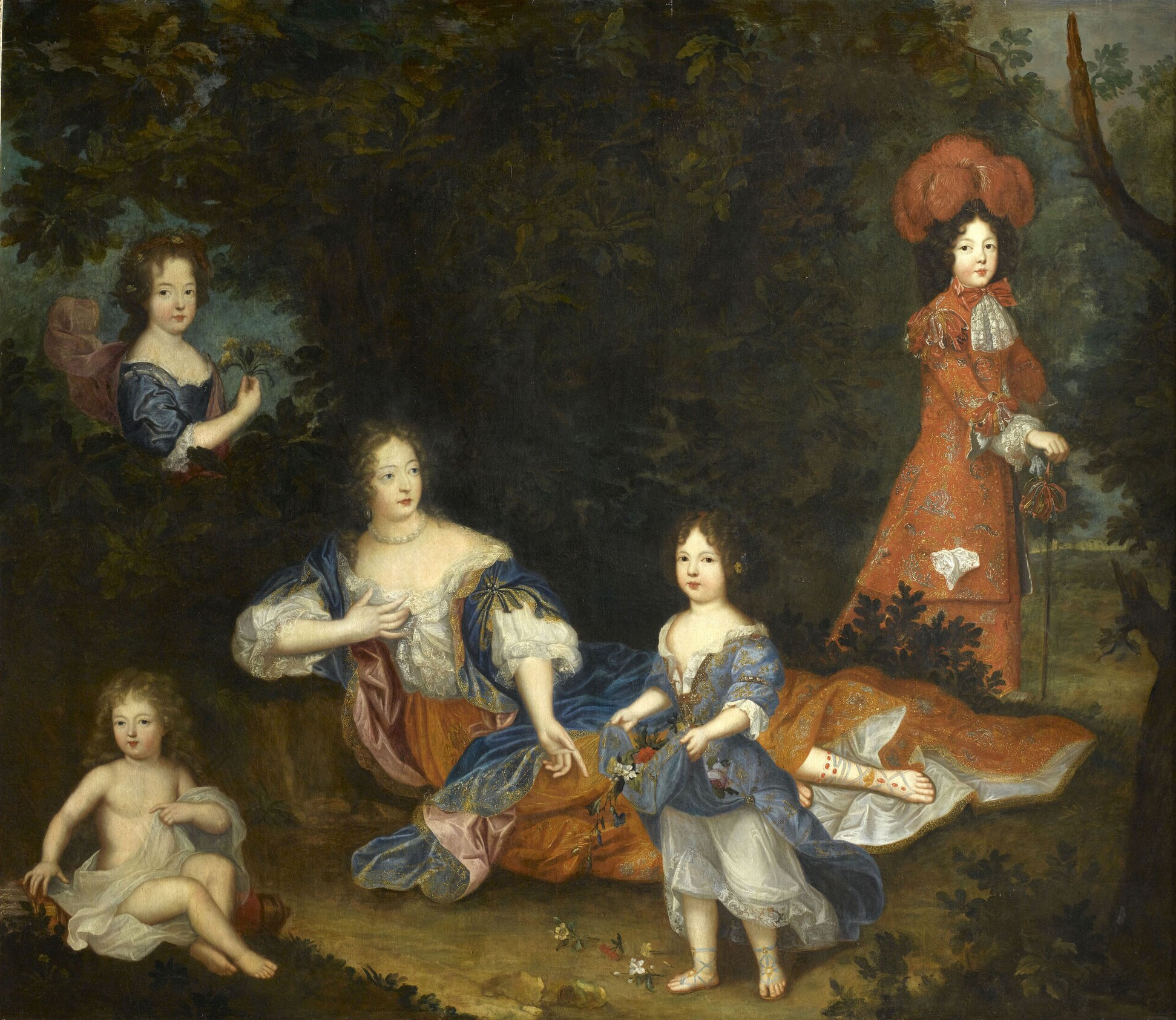
Madame de Montespan con i figli.

Nel 1739 la sorellastra maggiore di Francesca Maria, la Principessa Madre di Conti, morì all'età di settantadue anni. Tre anni più tardi, Luisa Elisabetta, la quarta delle figlie sopravvissute di Francesca Maria, morì al Palazzo del Lussemburgo, a Parigi; i funerali si tennero presso la chiesa di Saint Sulpice, dove la nonna materna della ragazza si era sposata con il Marchese di Montespan nel 1663. Il vescovo che officiò la cerimonia era Luigi Carlo de Sain-Albin, un figlio illegittimo del defunto marito di Francesca Maria. La sorella Principessa di Condé, sua grande nemica, morì nel 1743 a Palazzo Borbone, a Parigi, e nello stesso anno morì pure Luisa Adelaide, la seconda figlia di Francesca Maria, che per quindici anni era stata badessa di Chelles. Per anni Francesca Maria aveva tentato di dare in sposa Luisa Adelaide o Carlotta Aglae al loro cugino Luigi Augusto, il figlio del Duca del Maine.
Il 29 dicembre 1744 Francesca Maria vide il matrimonio della maggiore tra le sue nipoti sopravvissute, la principessa Maria Teresa Felicita d'Este; con una sfarzosa cerimonia tenutasi presso il Palazzo di Versailles, ella sposò l'uomo più ricco di Francia, il Duca di Penthièvre, unico figlio legittimo di Luigi Alessandro, conte di Tolosa, il fratello con il quale Francesca Maria era cresciuta. Questo matrimonio rese quindi Francesca Maria la trisnonna in linea maschile di Luigi Filippo I, re dei Francesi.
Ella vide anche la nascita di Luigi Alessandro di Borbone, principe di Lamballe, suo bisnipote attraverso la figlia Carlotta Aglae e la nipote Maria Teresa; il Principe avrebbe in seguito sposato la famosa principessa Maria Teresa Luisa di Savoia-Carignano, la più fidata tra le amiche della regina Maria Antonietta.
Francesca Maria morì il 1º febbraio 1749; fu l'ultima dei figli di Luigi XIV a morire. Essa era sopravvissuta al marito per ben ventisei anni e le sopravvissero solamente due dei suoi figli, Carlotta Aglae e Luigi. Venne sepolta nella chiesa della Maddalena di Tresnel, a Parigi.

## Ascendenza
|                                      |                                      |                                   | Genitori                  |  |  | Nonni |  |  | Bisnonni             |  |  | Trisnonni                  |  |
|                                      |                                      |                                   |                           |  |  |       |  |  | Enrico IV di Francia |  |  | Antonio di Borbone-Vendôme |  |
|                                      |                                      |                                   |                           |  |  |       |  |  | Enrico IV di Francia |  |  | Antonio di Borbone-Vendôme |  |
|                                      |                                      | Giovanna III di Navarra           |                           |  |  |       |  |  | Enrico IV di Francia |  |  |                            |  |
| Luigi XIII di Francia                |                                      |                                   |                           |  |  |       |  |  | Enrico IV di Francia |  |  |                            |  |
|                                      |                                      | Maria de' Medici                  | Francesco I de' Medici    |  |  |       |  |  |                      |  |  |                            |  |
|                                      |                                      | Maria de' Medici                  | Francesco I de' Medici    |  |  |       |  |  |                      |  |  |                            |  |
|                                      |                                      | Maria de' Medici                  | Giovanna d'Austria        |  |  |       |  |  |                      |  |  |                            |  |
| Luigi XIV di Francia                 |                                      | Maria de' Medici                  |                           |  |  |       |  |  |                      |  |  |                            |  |
|                                      |                                      | Filippo III di Spagna             | Filippo II di Spagna      |  |  |       |  |  |                      |  |  |                            |  |
|                                      |                                      | Filippo III di Spagna             | Filippo II di Spagna      |  |  |       |  |  |                      |  |  |                            |  |
|                                      |                                      | Filippo III di Spagna             | Anna d'Asburgo            |  |  |       |  |  |                      |  |  |                            |  |
| Anna d'Asburgo                       |                                      | Filippo III di Spagna             |                           |  |  |       |  |  |                      |  |  |                            |  |
|                                      |                                      | Margherita d'Austria-Stiria       | Carlo II d'Austria        |  |  |       |  |  |                      |  |  |                            |  |
|                                      |                                      | Margherita d'Austria-Stiria       | Carlo II d'Austria        |  |  |       |  |  |                      |  |  |                            |  |
|                                      |                                      | Margherita d'Austria-Stiria       | Maria Anna di Wittelsbach |  |  |       |  |  |                      |  |  |                            |  |
| Francesca Maria di Borbone-Francia   |                                      | Margherita d'Austria-Stiria       |                           |  |  |       |  |  |                      |  |  |                            |  |
|                                      | Gaspard de Rochechouart de Mortemart | René de Rochechouart de Mortemart |                           |  |  |       |  |  |                      |  |  |                            |  |
|                                      | Gaspard de Rochechouart de Mortemart | René de Rochechouart de Mortemart |                           |  |  |       |  |  |                      |  |  |                            |  |
|                                      | Gaspard de Rochechouart de Mortemart | Jeanne de Saulx de Tavannes       |                           |  |  |       |  |  |                      |  |  |                            |  |
| Gabriel de Rochechouart de Mortemart | Gaspard de Rochechouart de Mortemart |                                   |                           |  |  |       |  |  |                      |  |  |                            |  |
|                                      |                                      | Louise de Maure                   | Charles de Maure          |  |  |       |  |  |                      |  |  |                            |  |
|                                      |                                      | Louise de Maure                   | Charles de Maure          |  |  |       |  |  |                      |  |  |                            |  |
|                                      |                                      | Louise de Maure                   | Diane de Pérusse des Cars |  |  |       |  |  |                      |  |  |                            |  |
| Françoise-Athénaïs di Montespan      |                                      | Louise de Maure                   |                           |  |  |       |  |  |                      |  |  |                            |  |
|                                      |                                      | Jean de Grandseigne               | Pierre de Grandseigne     |  |  |       |  |  |                      |  |  |                            |  |
|                                      |                                      | Jean de Grandseigne               | Pierre de Grandseigne     |  |  |       |  |  |                      |  |  |                            |  |
|                                      |                                      | Jean de Grandseigne               | Françoise Baillard        |  |  |       |  |  |                      |  |  |                            |  |
| Diana de Grandseigne                 |                                      | Jean de Grandseigne               |                           |  |  |       |  |  |                      |  |  |                            |  |
|                                      |                                      | Catherine de La Béraudière        | François de La Béraudière |  |  |       |  |  |                      |  |  |                            |  |
|                                      |                                      | Catherine de La Béraudière        | François de La Béraudière |  |  |       |  |  |                      |  |  |                            |  |
|                                      |                                      | Catherine de La Béraudière        | Anne Adrienne Frotier     |  |  |       |  |  |                      |  |  |                            |  |
|                                      |                                      | Catherine de La Béraudière        |                           |  |  |       |  |  |                      |  |  |                            |  |

## Titoli e trattamento
- 4 maggio 1677 – 22 novembre 1681: Francesca Maria di Borbone
- 22 novembre 1681 – 18 febbraio 1692: Sua Altezza[13] Francesca Maria di Borbone, Legittima di Francia, Mademoiselle de Blois
  - Con la legittimazione, avvenuta nel 1681, divenne conosciuta semplicemente come Mademoiselle de Blois
- 18 febbraio 1692 - 9 giugno 1701: Sua Altezza reale, la Duchessa di Chartres (Son altesse royale madame la duchesse de Chartres)[14]
- 9 giugno 1701 - 2 dicembre 1723: Sua Altezza reale, la Duchessa d'Orléans (Son altesse royale Madame la duchesse d'Orléans)
- 2 dicembre 1723 - 1º febbraio 1749: Sua Altezza reale, la Duchessa Madre d'Orléans (Son altesse royale madame la duchesse d'Orléans douairière)
  - A partire dal 1709 Francesca Maria fu autorizzata ad utilizzare il titolo di Madame la Princesse, ma, dal momento che il marito non utilizzava il titolo, nemmeno lei lo usò.